# Mannschaftskader der Interclubs Féminins 2003/04
Die Liste der Mannschaftskader der Interclubs Féminins 2003/04 enthält alle Spielerinnen, die in der französischen Interclubs Féminins 2003/04 (Schach) mindestens eine Partie gespielt haben mit ihren Einzelergebnissen.

## Allgemeines
Insgesamt wurden 33 Spielerinnen eingesetzt, wobei sieben Vereine immer die gleichen Spielerinnen aufstellten und Saint Madé als einziger Verein insgesamt fünf Spielerinnen einsetzte. Am erfolgreichsten waren Bettina Trabert (Cannes), Pia Cramling (Évry) und Julie Esposito (Marseille), die alle drei Partien gewannen, je 2,5 Punkte aus 3 Partien erzielten Maria Leconte (Cannes), Silvia Collas (Clichy), Claudia Amura (Évry) und Caroline Gadarinian (Marseille). Neben Trabert, Cramling und Esposito erreichte mit Olessyia Laurent (Saint Madé) eine weitere Spielerin 100 %, diese bestritt jedoch nur zwei Wettkämpfe.

## Legende
Die nachstehenden Tabellen enthalten folgende Informationen:
- Nr.: Ranglistennummer
- Titel: FIDE-Titel zu Saisonbeginn (Eloliste vom Januar 2004); GM = Großmeister, IM = Internationaler Meister, FM = FIDE-Meister, WGM = Großmeister der Frauen, WIM = Internationaler Meister der Frauen, WFM = FIDE-Meister der Frauen, CM = Candidate Master, WCM = Candidate Master der Frauen
- Elo: Elo-Zahl zu Saisonbeginn (Eloliste vom Januar 2004); bei Spielerinnen ohne Elo-Zahl ist die nationale Wertung eingeklammert angegeben
- Nation: Nationalität gemäß Eloliste vom Januar 2004; ARG = Argentinien, BUL = Bulgarien, FRA = Frankreich, GER = Deutschland, RUS = Russland, SWE = Schweden
- G: Anzahl Gewinnpartien
- R: Anzahl Remispartien
- V: Anzahl Verlustpartien
- Pkt.: Anzahl der erreichten Punkte
- Partien: Anzahl der gespielten Partien

## Club de Cannes Echecs
| Nr. | Titel | Name            | Elo  | Nation | G | R | V | Pkt. | Partien |
| --- | ----- | --------------- | ---- | ------ | - | - | - | ---- | ------- |
| 1   | IM    | Marie Sebag     | 2404 | FRA    | 2 | 0 | 1 | 2    | 3       |
| 2   | IM    | Peng Zhaoqin    | 2419 | NED    | 1 | 2 | 0 | 2    | 3       |
| 3   | WGM   | Maria Leconte   | 2271 | FRA    | 2 | 1 | 0 | 2,5  | 3       |
| 4   | WGM   | Bettina Trabert | 2247 | GER    | 3 | 0 | 0 | 3    | 3       |

## Club de Clichy-Echecs-92
| Nr. | Titel | Name                | Elo  | Nation | G | R | V | Pkt. | Partien |
| --- | ----- | ------------------- | ---- | ------ | - | - | - | ---- | ------- |
| 1   | GM    | Antoaneta Stefanowa | 2478 | BUL    | 1 | 1 | 1 | 1,5  | 3       |
| 2   | WGM   | Elisabeth Pähtz     | 2399 | GER    | 2 | 0 | 1 | 2    | 3       |
| 3   | IM    | Silvia Collas       | 2330 | FRA    | 2 | 1 | 0 | 2,5  | 3       |
| 4   | WIM   | Marina Costagliola  | 2245 | FRA    | 2 | 0 | 1 | 2    | 3       |

## Évry Grand Roque
| Nr. | Titel | Name             | Elo  | Nation | G | R | V | Pkt. | Partien |
| --- | ----- | ---------------- | ---- | ------ | - | - | - | ---- | ------- |
| 1   | GM    | Pia Cramling     | 2488 | SWE    | 3 | 0 | 0 | 3    | 3       |
| 2   | WGM   | Claudia Amura    | 2363 | ARG    | 2 | 1 | 0 | 2,5  | 3       |
| 3   | WIM   | Marina Roumegous | 2195 | FRA    | 1 | 0 | 2 | 1    | 3       |
| 4   |       | Aurélie Dacalor  | 2051 | FRA    | 2 | 0 | 1 | 2    | 3       |

## Club de Mulhouse Philidor
| Nr. | Titel | Name               | Elo    | Nation | G | R | V | Pkt. | Partien |
| --- | ----- | ------------------ | ------ | ------ | - | - | - | ---- | ------- |
| 1   | WIM   | Anne Muller        | 2227   | FRA    | 1 | 1 | 1 | 1,5  | 3       |
| 2   |       | Florence Wolfangel | 1945   | FRA    | 1 | 0 | 2 | 1    | 3       |
| 3   |       | Nathalie Bertin    | (1730) | FRA    | 1 | 0 | 2 | 1    | 3       |
| 4   |       | Myriam Weck        | (1750) | FRA    | 0 | 1 | 2 | 0,5  | 3       |

## Marseille Duchamps
| Nr. | Titel | Name                | Elo    | Nation | G | R | V | Pkt. | Partien |
| --- | ----- | ------------------- | ------ | ------ | - | - | - | ---- | ------- |
| 1   |       | Laura Fernandez     | (2000) | FRA    | 0 | 1 | 2 | 0,5  | 3       |
| 2   |       | Liza Aggoune        | (1820) | FRA    | 1 | 1 | 1 | 1,5  | 3       |
| 3   |       | Julie Esposito      | (1830) | FRA    | 3 | 0 | 0 | 3    | 3       |
| 4   |       | Caroline Gadarinian | (1830) | FRA    | 2 | 1 | 0 | 2,5  | 3       |

## Club de L’Echiquier Chalonnais
| Nr. | Titel | Name                | Elo    | Nation | G | R | V | Pkt. | Partien |
| --- | ----- | ------------------- | ------ | ------ | - | - | - | ---- | ------- |
| 1   | WGM   | Elmira Mirsojewa    | 2254   | RUS    | 2 | 0 | 1 | 2    | 3       |
| 2   |       | Delphine Griffe     | (1740) | FRA    | 1 | 0 | 2 | 1    | 3       |
| 3   |       | Chantal Veillerette | (1470) | FRA    | 1 | 0 | 2 | 1    | 3       |
| 4   |       | Julie Maleva        | (1199) | FRA    | 0 | 0 | 3 | 0    | 3       |

## Le Chesnay
| Nr. | Titel | Name             | Elo    | Nation | G | R | V | Pkt. | Partien |
| --- | ----- | ---------------- | ------ | ------ | - | - | - | ---- | ------- |
| 1   |       | Pascale Rachez   | (1920) | FRA    | 0 | 1 | 2 | 0,5  | 3       |
| 2   |       | Claire Buland    | (1499) | FRA    | 0 | 0 | 3 | 0    | 3       |
| 3   |       | Akiko Uto        | (1499) | FRA    | 1 | 0 | 2 | 1    | 3       |
| 4   |       | Veronique Farret | (1499) | FRA    | 2 | 0 | 1 | 2    | 3       |

## Saint Madé
| Nr. | Titel | Name             | Elo    | Nation | G | R | V | Pkt. | Partien |
| --- | ----- | ---------------- | ------ | ------ | - | - | - | ---- | ------- |
| 1   |       | Mathilde Congiu  | 2084   | FRA    | 1 | 1 | 1 | 1,5  | 3       |
| 2   |       | Olessyia Laurent | 2023   | FRA    | 2 | 0 | 0 | 2    | 2       |
| 3   |       | Torrente Thaly   | (1510) | FRA    | 0 | 0 | 3 | 0    | 3       |
| 4   |       | Emilia Raffalli  | (1340) | FRA    | 0 | 0 | 2 | 0    | 2       |
| 5   |       | Nastassia Resal  | (1180) | FRA    | 0 | 0 | 2 | 0    | 2       |